# FC Dnyapro Mogilev
El FC Dnyapro Mogilev (en bielorruso: ФК Дняпро Магілёў; en ruso: ФК Дняпро Могилёв) fue un club de fútbol de Bielorrusia que jugó en la Liga Premier de Bielorrusia, la primera división de fútbol en el país.

## Historia
Fue fundado en el año 2019 en la ciudad de Mogilev luego de la fusión de los equipos FC Dnepr Mogilev y el FC Luch Minsk, obteniendo la licencia del Luch en la Liga Premier de Bielorrusia para la temporada 2019, aunque ambos equipos en las categorías menores funcionan por separado.
Luego del descenso de la Liga Premier, el Dnyapro Mogilev desaparece y el Dnepr Mogilev es refundado en la Segunda Liga de Bielorrusia.